# 1251
Високе Середньовіччя •  Золота доба ісламу •  Реконкіста •  Хрестові походи •  Монгольська імперія

## Геополітична ситуація
На території колишньої Візантійської імперії існує декілька держав, зокрема Латинська імперія, Нікейська імперія та Трапезундська імперія. У Священній Римській імперії почався період міжцарства (до 1273). У Франції править Людовик IX (до 1270).
Апеннінський півострів розділений: північ належить Священній Римській імперії, середню частину займає Папська область, більша частина півдня належить Сицилійському королівству. Деякі міста півночі: Венеція, Піза, Генуя тощо, мають статус міст-республік.
Майже весь Піренейський півострів займають християнські Кастилія, Леон (Астурія, Галісія), Наварра, Арагонське королівство (Арагон, Барселона) та Португалія, під владою маврів залишилися тільки землі на самому півдні. Генріх III є королем Англії (до 1272), а королем Данії — Абель (до 1252).
Ярлик від Золотої Орди на княжіння в Києві має Олександр Невський. Данило Романович править у Галичі. На чолі королівства Угорщина стоїть Бела IV (до 1270). У Кракові княжить Болеслав V Сором'язливий (до 1279).
У Єгипті правлять мамлюки, у Сирії — Аюбіди. Невеликі території на Близькому Сході утримують хрестоносці. У Магрибі розпадається держава Альмохадів. Сельджуки, які окупували Малу Азію, опинилися під владою монголів. Монгольська імперія поділена між спадкоємцями Чингісхана. Північний Китай підкорений монголами, на півдні править династія Сун. Делійський султанат є наймогутнішою державою Північної Індії, а на півдні Індії домінує Чола. В Японії триває період Камакура.
Цивілізація майя переживає посткласичний період. Почала зароджуватися цивілізація ацтеків.

## Події
- У Франції після звістки про невдачу Сьомого хрестового походу виник рух за «хрестовий похід пастушків». Його придушили після того, як він перетворився в повстання.
- Король Німеччини Конрад IV здійснив невдалу спробу походу в Італію проти прихильників папи римського. Південь Італії взяв під контроль його брат Манфред.
- Пржемисла Оттакара II обрано герцогом Австрії.
- Литовський князь Міндовг прийняв хрещення.
- Курултай обрав великим ханом монголів Мунке.
- Молодий Хулагу отримав призначення в Іран.

## Народились
- П'єтро Ґраденіґо, венеційський дож

## Померли
- Ґійом II, граф Фландрії